# アレクサンドル・ポポフ (物理学者)

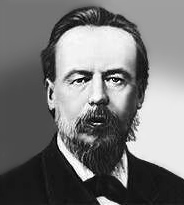
アレクサンドル・ポポフ

アレクサンドル・ステファノビッチ・ポポフ（Алекса́ндр Степа́нович Попо́в、1859年3月16日 - 1906年1月13日、ロシア暦1859年3月4日 - 1905年12月31日）は、無線通信の発明者である。
ロシアのクロンシュタット海軍兵学校の物理学教授だった1895年、自ら研究・製作に取り組んでいた雷検知器を改良して空中線（アンテナ）を製作し、短波無線通信に成功した。
1900年1月、ポポフはキュミのクーツァロ村にあるフィンランド初の電波塔で、キュミ、ゴーグラント島間の救命通信無線の連絡実験をした。これは世界で最も早く敷かれた救命通信無線の一つである。
同時期にマルコーニも特許出願しており、一般的な知名度はこちらの方が高いが、ポポフの公開実験はマルコーニが成功する実験より4月ほど早かった。また、マルコーニは実際に実験に成功したのではなく、ポポフの公開実験をボローニャ大学の教授アウグスト・リーギから聞いて出願したという説がある。
しかし、当時の海軍上層部が先見性に欠けていたため普及に時間がかかり、1905年の日露戦争では、ロシア海軍は三六式無線機を使用した大日本帝国海軍に敗北した。敗因は多々あるが、さまざまな分野に技術的・科学的先駆者を抱えながら、保守的な為、彼らに充分に力を発揮させられなかった当時のロシアの国情はその一つと言えよう。
現在もマルコーニは｢無線電信の父｣と呼ばれているが、その業績はあくまでも｢無線通信の構成要素をシステムとしてまとめて商業化に成功した｣という限定的なものではないだろうか、という意見がある。一方で、C・サスキンド（カリフォルニア大学バークレー校）は困難な実験をし続けたポポフの功績を讃えながらも、マルコーニの特許出願前にポポフの無線装置での具体的な文言がないこと、実験は1895年でなく1896年ではないか、違う業績を広めようとする活動があったとしている。
ちなみに昔から海軍と無線通信は縁が深いものであり、アメリカのサンディエゴがコミュニケーションバレーと呼ばれ、横須賀に通信関係の研究所が集まっているのもごく自然なことなのである。